# ماریانو گونزالو

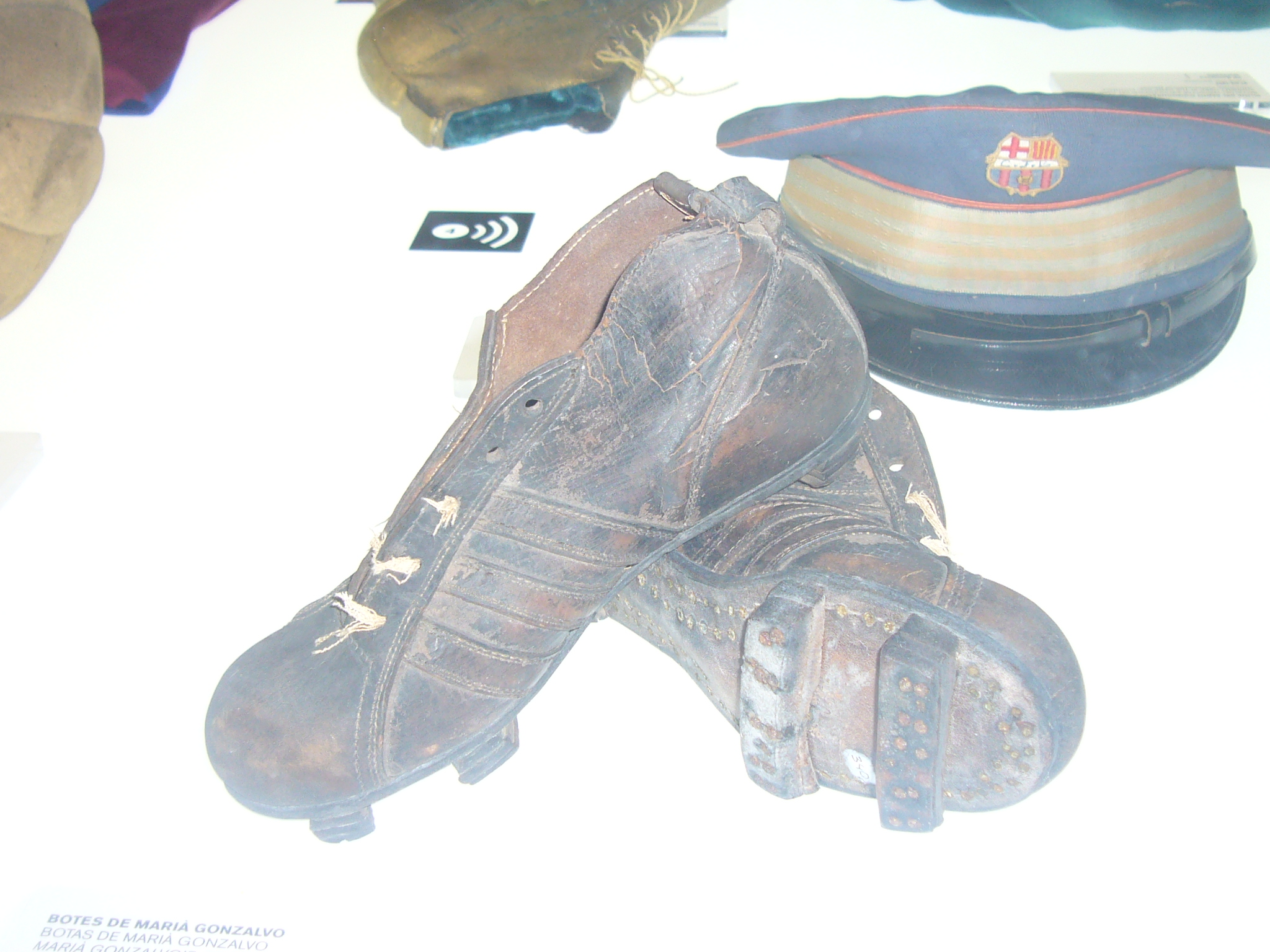
کفش‌های ماریانو گونزالو در موزه باشگاه بارسلونا

ماریانو گونزالو فالکون (انگلیسی: Mariano Gonzalvo; ۲۲ مارس ۱۹۲۲ – ۷ آوریل ۲۰۰۷) بازیکن فوتبال اهل اسپانیا بود. وی با نام گونزالوو III یا - به ویژه در اواخر زندگی- با ترجمه کاتالانی، ماریا گونزالو، شناخته می‌شود. وی بیشتر دوران حرفه‌ای خود را در بارسلونا بازی کرد. گونزالو به عنوان یکی از با استعدادترین هافبک‌های لالیگا در دهه ۱۹۴۰ و اوایل دهه ۱۹۵۰ شناخته می‌شد.
وی همچنین در تیم‌های ملی فوتبال کاتالونیا و اسپانیا بازی کرده‌است.